# Derelophis
Derelophis är ett släkte av skalbaggar. Derelophis ingår i familjen långhorningar.
Kladogram enligt Catalogue of Life:
| Derelophis | \| \| Derelophis reticulatus \| \| \| \| \| \| Derelophis viettei \| \| \| \| |
|            | \| \| Derelophis reticulatus \| \| \| \| \| \| Derelophis viettei \| \| \| \| |
|            | Derelophis reticulatus                                                        |
|            |                                                                               |
|            | Derelophis viettei                                                            |
|            |                                                                               |